# Нибби, Антонио
Антонио Нибби (итал. Antonio Nibby; 4 октября 1792, Аматриче, Лацио — 29 декабря 1839, Рим) — итальянский археолог, топограф, реставратор, критик истории древнего искусства. Педагог, профессор археологии в Римского университета и Французской академии в Риме.

## Биография

Антонио Нибби. Литография 1832 г.

С 1812 работал на службе у Ватикана, занимаясь раскопками памятников Древнего Рима. Некоторое время служил в качестве секретаря Людовика I Бонапарта, брата Наполеона. Читал лекции по археологии в университете Рима и Французской академии в Риме.
В течение нескольких лет работал вместе с британским археологом Уильямом Геллом, занимаясь исследованиями рисунков и надписей на стенах Рима.
С 1827 года проводил раскопки в районе римского Форума, в 1829 году — Большой Клоаки, античной системы канализации в Древнем Риме.
Заложил основы монументальной топографии Рима и сельской местности в районе Рима, изучения и исследования проводил с полным знанием классических источников. Был экспертом в топографии Древнего Рима и его районов.
Автор авторитетного путеводителя по Риму, к которому, по свидетельству мемуаристов, постоянного обращался Н. В. Гоголь во время осмотра достопримечательностей и шедевров итальянского искусства.
Он умер в Риме в своем доме на Виа ди Рипетта 210, где он жил с 1824 года, в возрасте 47 лет, 29 декабря 1839 года, вероятно, из-за пневмонии или малярийной лихорадки, возникшей во время его исследований в Римской Кампаньи, и был похоронен на кладбище Верано в маленькой часовне Суффраджо.

## Избранные публикации
- Viaggio antiquario ne' contorni di Roma, 1819.
- Che contiene il viaggio a Frascati, Tusculo, Algido, Grottoferrato, alle valle Ferentina, al lago Albano, ad Alba, Aricia, Nemi, Lanavio, Cora, Anzio, Lacinio, Ardea, Ostia, Laurentia e Porto. (Rome, 1819).
- Le Mura di Roma disegnate da Sir W. Gell, illustrate con testo note da A. Nibby. (Rome, 1820).
- Il tempio della Fortuna Prenestina ristaurato da Costantino Thon. (Rome, 1825).
- A map of the Rome’s surroundings with the comments and an historical /topographical analysis of ancient Rome. 1827.
- Itinerario di Roma e delle sue vicinanze / compilato da Antonio Nibby secondo il methodo del Vasi. (Rome, 1830).
- Analisi storico-topografico-antiquaria della carta de' Dintorni di Roma (Rome, 1837).
- Roma nell’anno 1838 4 v.[3][4]